# Sam Froling
Samson Froling, detto Sam (Townsville, 10 febbraio 2000), è un cestista australiano.

## Carriera
Con l'Australia ha disputato i Campionati asiatici del 2022.

## Statistiche

### College
| Anno      | Squadra            | PG | PT | MP  | TC%  | 3P%  | TL%  | RP  | AP  | PRP | SP  | PP  |
| --------- | ------------------ | -- | -- | --- | ---- | ---- | ---- | --- | --- | --- | --- | --- |
| 2018-2019 | Creighton Bluejays | 30 | 0  | 9,2 | 57,6 | 25,0 | 38,5 | 1,9 | 0,5 | 0,1 | 0,4 | 3,6 |
| Carriera  | Carriera           | 30 | 0  | 9,2 | 57,6 | 25,0 | 38,5 | 1,9 | 0,5 | 0,1 | 0,4 | 3,6 |